# Chandrayaan-3
Chandrayaan-3 (Sanskrit und Hindi चन्द्रयान ३, candra-yāna tīn, „Mondfahrzeug 3“; Ausspracheⓘ) ist die dritte Monderkundungs-Raumsonde der indischen Raumfahrtbehörde (ISRO). Sie wurde am 14. Juli 2023 um 09:05 Uhr UTC vom Satish Dhawan Space Centre auf der südindischen Insel Sriharikota gestartet. Am 23. August 2023 um 12:32 Uhr UTC landete sie weich im südlichen Bereich der Mondvorderseite nahe dem Krater Manzinus U. Nach Durchführung aller geplanten Untersuchungen und Erkundungen auf der Mondoberfläche und vor Einbruch der zweiwöchigen Mondnacht wurde am 2. September 2023 der mitgeführte Rover „Pragyan“ in einen Schlafmodus versetzt, am 4. September dann auch der Lander.

## Hintergrund
Als zweite Phase des Chandrayaan-Mondprogramms startete die ISRO am 22. Juni 2019 die Raumsonde Chandrayaan-2, die aus einem Orbiter, einem Lander und einem Rover bestand. Der Orbiter arbeitet planmäßig und sendet Daten. Der Lander sollte im September 2019 auf der Mondoberfläche aufsetzen und den Rover Pragyan aussetzen. Wegen eines Softwarefehlers stürzte das Landegerät jedoch ab.
Die nächste indische Mondmission hätte eigentlich in die Südpolregion führen sollen. Dabei war eine Zusammenarbeit mit Japan angedacht, bei der Indien den Lander und Japan die Startrakete und den Rover bereitgestellt hätte. Diese Mission hätte Proben am Landeort nehmen sollen und Techniken erproben, um die lange Mondnacht zu überstehen. Nach dem Scheitern des Vikram-Landers wurde jedoch kurzfristig die Wiederholungsmission Chandrayaan-3 beschlossen, um erneut die Landetechnik zu erproben, die für die – nun für 2025 vorgeschlagene – indisch-japanische „Lunar Polar Exploration Mission“ (LUPEX) zum Südpol des Mondes benötigt wird.

## Kosten und Zeitplan
Die Kosten für den Bau von Lander, Rover und Antriebsmodul der auf dem Vorgängermodell Chandrayaan-2 basierenden Sonde veranschlagte die ISRO Anfang 2020 mit 2,5 Milliarden Rupien (damals etwa 31 Mio. Euro). Die Trägerrakete und der damals für November 2020 angestrebte Start sollten 3,65 Milliarden ₹ (46 Mio. €) kosten. Durch den Ausbruch der COVID-19-Pandemie in Indien musste die ISRO  am 23. März 2020 an ihrem Hauptquartier in Thiruvananthapuram, Bundesstaat Kerala, und mehreren weiteren Standorten die Arbeit einstellen. Rund 10.000 Mitarbeiterinnen und Mitarbeiter wurden in Zwangsurlaub geschickt. Im März 2023 wurden die letzten Rütteltests absolviert, bei denen die Fähigkeit der aus drei Komponenten bestehenden Sonde geprüft wurde, den Belastungen beim Start zu widerstehen, ohne dass Verbindungen zwischen den einzelnen Komponenten beschädigt werden.

## Aufbau
Das Raumfahrzeug bestand aus drei Teilen: Antriebsmodul, Lander und Rover. Chandrayaan-3 war prinzipiell als Missionswiederholung von Chandrayaan-2 angelegt und operierte mit einem Lander und einem Rover, die denen von Chandrayaan-2 ähnlich waren. Da der Orbiter von Chandrayaan-2 noch einwandfrei arbeitete – die ISRO ging 2021 davon aus, dass er dies noch bis 2026 tun würde – wurde auf einen weiteren Orbiter verzichtet.

### Antriebsmodul

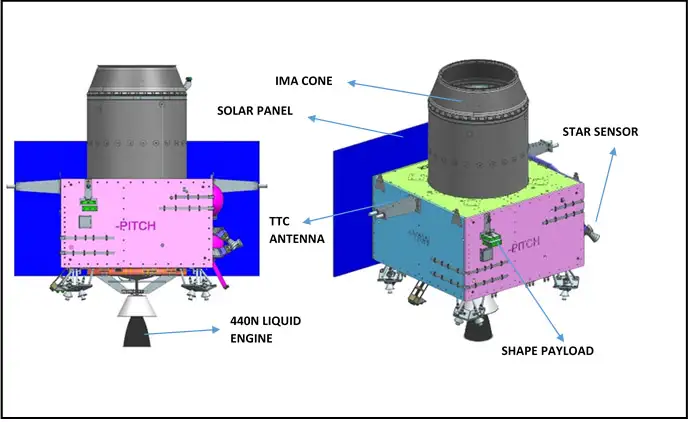
Antriebsmodul

In betanktem Zustand war das abkoppelbare Antriebsmodul 2148 kg schwer. Es brachte Lander und Rover nach dem Start mit einem LVM3 – derselbe, damals „GSLV Mk III“ genannte Typ wie bei Chandrayaan-2 – bis zum Mond in und setzte die beiden Komponenten in einem Orbit von 150 km Höhe aus. Hierfür nutzte das Modul das Haupttriebwerk mit 440 N Schubkraft und mehrere Lageregelungstriebwerke. Das Antriebsmodul, das auf einer Seite einen ausklappbaren Solarzellenflügel mit einer elektrischen Leistung von 758 W besaß, kommunizierte während des gesamten Anflugs mit dem Indischen Tiefraum-Netzwerk und wurde durch das Deep Space Network der NASA und das ESTRACK-Netzwerk der ESA unterstützt.

### Lander

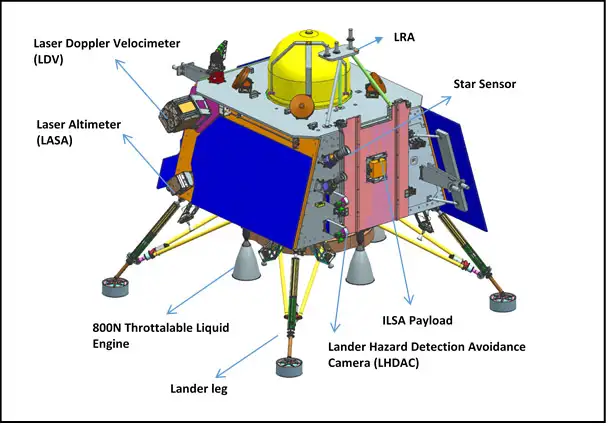
Lander

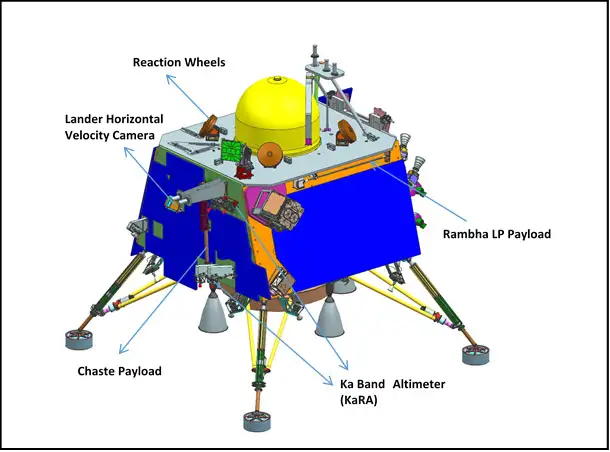
Lander

Bereits bei Chandrayaan-2 gab es Vorschläge für Verbesserungen am Lander, die aber vor dem Start nicht mehr umgesetzt werden konnten. Vor allem wurden die Landebeine der Sonde verstärkt, damit auch bei einer höheren Geschwindigkeit noch eine sichere Landung möglich ist. Der in betanktem Zustand inklusive Rover 1752 kg schwere Lander verfügt nun über mehrere redundante Instrumente für die Messung des Abstands bis zum Boden und für die Hindernisvermeidung in der letzten Abstiegsphase. Auch die Software wurde im Vergleich zu Chandrayaan-2 verbessert.
Im Einzelnen besitzt der Lander folgende Instrumente:
- Beschleunigungssensor in einem Laser-vermessenen Inertialsystem
- Ka-Band-Höhenmesser
- Kamera zur Identifizierung der Position des Landers
- Hindernisvermeidungskamera mit Steuerungssoftware
- Laser-Höhenmesser
- Laser-Doppler-Geschwindigkeitsmesser
- Kamera zur Messung der horizontalen Geschwindigkeit
- Sternsensor
- Neigungsmesser
- Bodenkontakt-Sensoren

Zur Lageregelung besitzt der Lander vier auf der Oberseite fest angeordnete Reaktionsräder mit einem Drehimpuls von jeweils 10 Nms. Während der Lander von Chandrayaan-2 fünf Haupttriebwerke besaß, verwendet man nun vier regelbare Triebwerke von jeweils 800 N Schubkraft, die mit Methylhydrazin als Treibstoff und MON3 als Oxidator arbeiten. Dazu kommen noch acht Lageregelungstriebwerke mit jeweils 58 N Schubkraft. Die Landebeine sind dafür ausgelegt, eine vertikale Restgeschwindigkeit von bis zu 2 m/s und eine horizontale Geschwindigkeit von bis 0,5 m/s abzufangen.
Der Lander verfügt über zwei jeweils um eine Achse schwenkbare Solarmodule, die in durch seine Nord-Süd-Ausrichtung bedingten Grenzen auf die Sonne ausgerichtet werden können und eine elektrische Leistung von bis zu 738 W liefern. Der Lander, der für den Rover als Funkrelaisstation fungiert, kommuniziert im Regelfall direkt mit dem Indischen Tiefraum-Netzwerk. Falls es dabei Probleme gibt, kann der Orbiter von Chandrayaan-2 auch als Relaissatellit für den Lander dienen, nicht jedoch für den Rover. Das Antriebsmodul von Chandrayaan-3 kann nicht als Relais für die Komponenten auf der Mondoberfläche fungieren. Die gesamte Kommunikation läuft über das X-Band.

### Rover

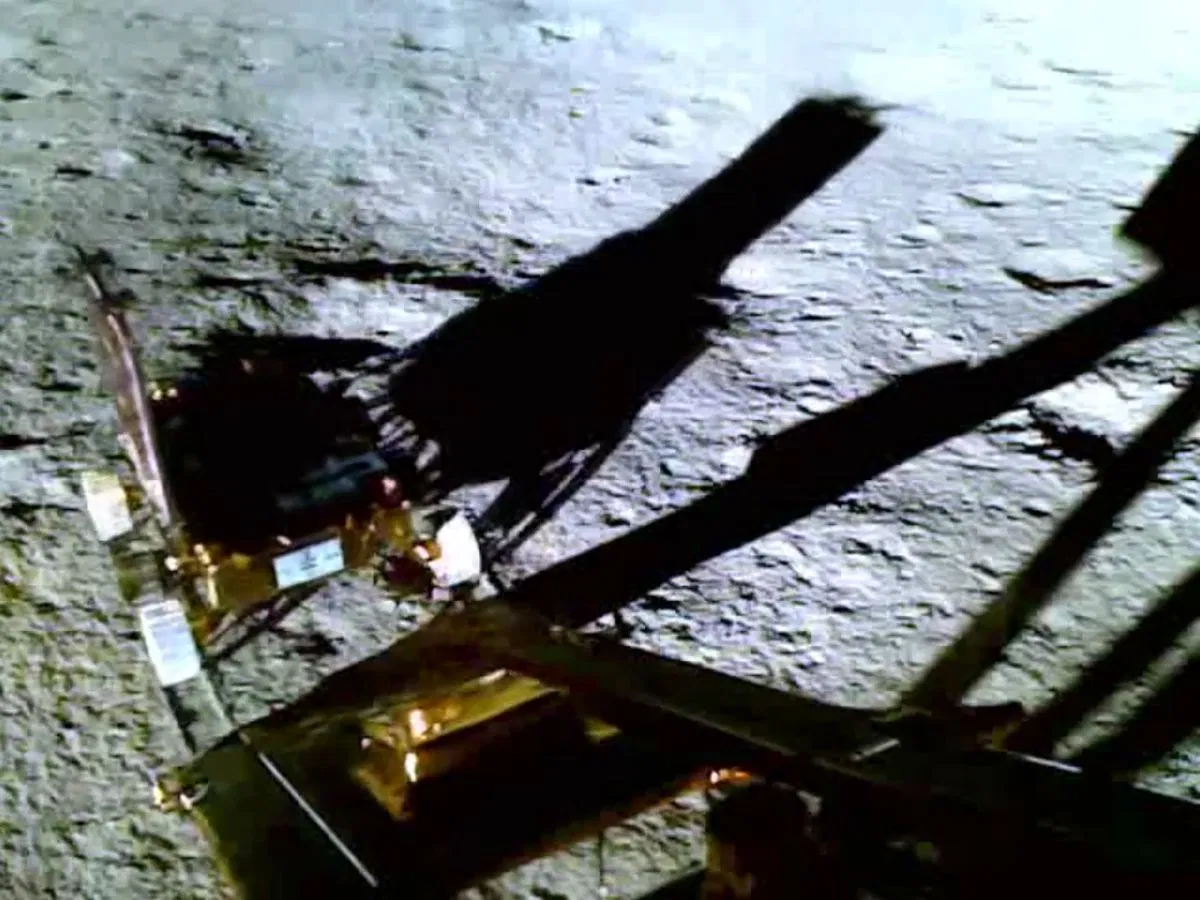
Pragyan beim Verlassen des Landers (23. August 2023)

Der 26 kg schwere und wie sein Vorgänger Pragyan („Schlaukopf“) genannte Rover wurde in einer Kammer im Inneren des Landers zum Mond transportiert. Die Kammer war durch eine nach unten aufklappbare, aus zwei Segmenten bestehende Tür verschlossen, die nach der Landung als schräge Rampe fungierte, über die der Rover auf die Mondoberfläche fuhr. Der Rover verfügt über sechs einzeln angetriebene Räder. Das Fahrgestell beruht auf dem Prinzip des Doppelachsaggregats, mit dem langen Arm des Hauptwaagebalkens in Fahrtrichtung vorne. Damit können die Räder auch bei Unebenheiten ständig Bodenkontakt halten, während das über ein Differentialgetriebe aufgehängte Gehäuse im Gleichgewicht bleibt. Die Stromversorgung erfolgt mit einem während des Transports über das Gehäuse geklappten und nach der Landung hochgestellten Solarmodul. An der Oberkante des Solarmoduls befinden sich zwei Antennen für die Kommunikation mit dem Lander. Auf der Vorderseite des Gehäuses besitzt der Rover zwei in einem gewissen Abstand angeordnete Navigationskameras, die dreidimensionales Sehen und Entfernungsmessung ermöglichen.

## Wissenschaftliche Nutzlasten
Auf dem Antriebsmodul befindet sich ein spektropolarimetrischer Bildgeber (Spectro-polarimetry of Habitable Planet Earth bzw. SHAPE) zur Beobachtung der Erde vom Mondorbit aus. Hiermit soll die Methode, bewohnbare Exoplaneten in reflektiertem Licht zu beobachten, erprobt werden. Streuprozesse an Wolkentropfen, Eiskristallen etc. erzeugen eine jeweils charakteristische Polarisation des Lichts, was Rückschlüsse auf die atmosphärische Zusammensetzung des Planeten ermöglicht.
Der Lander trägt folgende Instrumente:
- Chandra's Surface Thermophysical Experiment (ChaSTE) um die Wärmeleitfähigkeit und Temperatur des Regolith zu messen[14]
- Seismograph zur Messung von Mondbeben im Umfeld der Landestelle, registriert auch die schwachen Erschütterungen durch den Betrieb des Rovers
- Langmuir-Sonde an einem 1 m langen Ausleger zur Messung der Plasmadichte in Bodennähe und ihrer Veränderung im Tagesablauf[20]
- Laser-Retroreflektor (von der NASA beigetragen) für Laufzeitmessungen von Laserpulsen zwischen Erde und Mond. Im Dezember 2023 gelang die Reflexion von Laserpulsen vom um zum Lunar Reconnaissance Orbiter.[21]

Der Rover besitzt folgende Instrumente:
- Alphapartikel-Röntgenspektrometer an einem mechanischen Arm zur Untersuchung des Regolith auf seinen Gehalt an Magnesium, Aluminium, Silicium, Kalium, Calcium, Titan und Eisen[14][22]
- Gerät für laserinduzierte Plasmaspektroskopie zur Ermittlung der chemischen Zusammensetzung des Regolith in der Nähe der Landestelle[10]

## Missionsablauf

### Anflug

Bahn der Sonde vom 14. Juli 2023 bis 1. August 2023

Nach dem Start vom Satish Dhawan Space Centre am 14. Juli 2023 um 09:05 Uhr UTC brachte die schwere Trägerrakete vom Typ Launch Vehicle Mark 3 die Sonde zunächst in eine hochelliptische Umlaufbahn um die Erde. Am 15. Juli 2023 wurde im Orbitalflug ein erstes Bahnmanöver durchgeführt, mit dem das Apogäum der Umlaufbahn erhöht und die Sonde in einen Orbit von 41.762 × 173 km gebracht wurde. Ein zweites Bahnmanöver, bei dem das Perigäum erhöht wurde, fand am 17. Juli 2023 statt – die Sonde befand sich nun in einem Orbit von 41.603 × 226 km um die Erde. Nach zwei weiteren Bahnmanövern befand sich Chandrayaan-3 am 22. Juli 2023 in einem Orbit von 71.351 × 233 km. Am 25. Juli fand ein fünftes Bahnanhebungsmanöver statt. Am 1. August 2023 wurde der stark elliptische Orbit mit einer weiteren Zündung des Haupttriebwerks schließlich in einen Transferorbit zum Mond von 369.328 × 288 km umgewandelt.
Als Chandrayaan-3 am 5. August 2023 um 13:15 Uhr UTC in etwa 200 km Entfernung am Mond vorbeiflog, gab das Kontrollzentrum am Hauptquartier der ISRO in Bengaluru den Befehl zu einem 30-minütigen Bremsmanöver. Um 13:45 Uhr UTC schwenkte die Sonde in einen stark elliptischen Orbit von 164 × 18.074 km um den Mond ein. Einen Tag später, am 6. August 2023, wurde die Umlaufbahn mit einer weiteren Triebwerkszündung auf 170 × 4313 km geändert, dann am 9. August 2023 auf 174 × 1437 km. Am 14. August 2023 wurde der elliptische Orbit in eine annähernd kreisförmige Umlaufbahn von 151 × 179 km umgewandelt. Am 16. August 2023 wurde das Aposelenum der Bahn um 16 km abgesenkt, sodass sie nun bei 153 × 163 km lag. Am 17. August 2023 wurde das Antriebsmodul abgetrennt. Am 18. August 2023 begann der Lander damit, die Umlaufbahn mit seinen eigenen Triebwerken zunächst auf 113 × 157 km und dann am 20. August auf 25 × 134 km abzusenken.
Die Bahnmanöver fanden mit Unterstützung durch das ESTRACK-Netzwerk der ESA statt.

### Landung und Aktivitäten auf der Mondoberfläche
Der Landeanflug begann am 23. August 2023 um 12:14 Uhr UTC, zwei Erdentage nach dem örtlichen Sonnenaufgang im Zielgebiet. Um 12:32 Uhr UTC setzte Chandrayaan-3 bei 69,373° südlicher Breite und 32,319° östlicher Länge nahe dem Krater Manzinus U auf der Mondvorderseite auf.
Die Landung wurde von einer ESTRACK-Tiefraumstation der Europäischen Weltraumorganisation (ESA) in New Norcia, Australien, unterstützt.

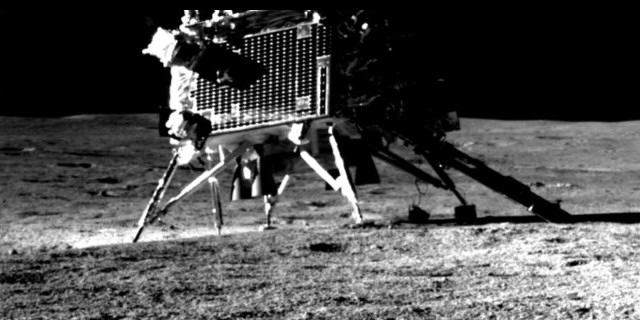
Der Chandrayaan-3-Lander auf der Mondoberfläche (30. August 2023)

Einige Stunden nach der Landung rollte der Rover aus dem Inneren des Landers auf die Mondoberfläche. In den nachfolgenden Tagen fuhr er von dort aus weiter und wich einem Krater aus. Mit dem Gerät für laserinduzierte Plasmaspektroskopie wies er verschiedene chemische Elemente nach. Damit gelang erstmals für diese Mondregion der Nachweis von Schwefel im Mondboden. Letzteres konnte zwei Tage später mit dem Alphapartikel-Röntgenspektrometer bestätigt werden.
Auch die Instrumente an Bord des Landers wurden in Betrieb genommen. Bereits kurz nach der Landung wurde der 1 m lange Ausleger mit der Langmuir-Sonde ausgeklappt. Weitgehend ungestört vom Metallgehäuse des Landers wurde die Dichte des äußerst dünnen Plasmas in der Nähe der Oberfläche gemessen. Das Seismometer des Landers registrierte primär die Bewegungen des Rovers. Am 26. August 2023 gab es jedoch ein insgesamt drei Sekunden dauerndes seismisches Ereignis, das nach etwa einer Sekunde heftiger Erschütterungen langsam abklang.
Am 2. September 2023 wurde der Rover, nachdem er in den zehn Tagen auf dem Mond 101,4 m zurückgelegt hatte, bei Einbruch der Nacht mit voll geladenen Batterien in den Schlafmodus versetzt. Das Gerät für laserinduzierte Plasmaspektroskopie und das Alphapartikel-Röntgenspektrometer wurden abgeschaltet, der Funkempfänger blieb jedoch eingeschaltet. Vor dem Abschalten richtete sich der Rover in Nord-Süd-Richtung aus, sodass die Sonne am 22. September 2023, drei Tage nach Sonnenaufgang, im rechten Winkel auf sein Solarmodul scheinen würde.
Auch der Lander wurde am 4. September 2023 um 02:30 UTC mit abgeschalteten Nutzlasten aber angeschaltetem Funkempfänger in den Schlafmodus versetzt. Zuvor wurde jedoch noch ein kurzer Rückstart-Test durchgeführt. Zunächst wurden das Thermometer, der Seismograph und die Langmuir-Sonde eingeholt. Dann wurden die Haupttriebwerke vom Kontrollzentrum per Funk gezündet. Der Lander erhob sich 40 cm vom Boden, bewegte sich schwebend etwa 30–40 cm zur Seite und senkte sich dann wieder sanft auf die Mondoberfläche. Danach wurden die Nutzlasten wieder ausgefahren.
Weder Lander noch Rover besaßen Radionuklid-Heizelemente. Dennoch hegte die ISRO die Hoffnung, die beiden Komponenten ab dem 22. September 2023, als die Temperatur an der Landestelle auf über −10 °C gestiegen war, wieder aktivieren zu können. Bei dieser Temperatur sollten sich die hierfür nötigen Funksysteme auf Lander und Rover, falls sie die Mondnacht überstanden hätten, automatisch einschalten. Dies geschah jedoch nicht.

### Rückkehr des Antriebsmoduls
Nachdem das Antriebsmodul am 17. August 2023 vom Lander abgetrennt worden war, führte es mit seiner SHAPE-Nutzlast zunächst einen Monat lang vom Mondorbit aus Beobachtungen der Erde durch. Da das Modul dank präziser Bahnmanöver während der Hauptmission relativ wenig Treibstoff verbraucht hatte, waren zu diesem Zeitpunkt noch 100 kg übrig. Daher beschlossen die Verantwortlichen bei der ISRO, das Modul zur Erde zurückfliegen zu lassen, um Erfahrung für eine zukünftige Probenrückführmission zu sammeln.
Ein erstes Bahnmanöver, bei dem der mondfernste Punkt der Umlaufbahn von 150 km auf 5112 km erhöht wurde, fand am 9. Oktober 2023 statt. Dadurch verlängerte sich die Umlaufzeit des Antriebsmoduls von 2,1 Stunden auf 7,2 Stunden. Man beschloss, das Modul in einen sehr hohen Erdorbit von 180.000 × 380.000 km zu bringen, um es aus der mit zahlreichen Kommunikationssatelliten besetzten geostationären Umlaufbahn von 36.000 km herauszuhalten. Die entsprechenden Manöver begannen am 13. Oktober 2023. Dabei wurde die Umlaufbahn des Moduls um den Mond in vier Schritten erhöht, bis es am 10. November das Schwerefeld des Mondes verließ. Am 22. November erreichte das Modul die Erde und schwenkte in eine um 27° zum Äquator geneigte Bahn mit einer Umlaufzeit von 13 Tagen ein, bei der es der Erde bis auf 154.000 km nahe kam. Diese Bahn soll sich im weiteren Verlauf noch ändern, mit einem möglichen Perigäum von 115.000 km.